# Осняг
Осняг (укр. Осняг) — село,
Богодаровский сельский совет,
Чернухинский район,
Полтавская область,
Украина.
Код КОАТУУ — 5325180505. Население по переписи 2001 года составляло 164 человека.

## Географическое положение
Село Осняг находится на берегу реки Лохвица,
выше по течению на расстоянии в 2 км расположено село Голотовщина,
ниже по течению на расстоянии в 3,5 км расположено село Бербеницы (Лохвицкий район).
Река в этом месте пересыхает.